# Scontri di Askeran
Gli scontri di Askeran, avvenuti tra il 22 e il 23 febbraio 1988 nella città di Askeran capoluogo dell'omonima regione nella repubblica del Nagorno Karabakh, sono considerati l'inizio del conflitto tra armeni e azeri che si tradurrà nella prima guerra del Nagorno Karabakh tra il 1992 ed il 1994.

## Antefatto
Il 20 febbraio il Soviet del Nagorno Karabakh vota per la riunificazione all'Armenia. Il pronunciamento del Soviet (con 110 voti a favore di tutti i deputati armeni su un totale di 140) arriva sulla spinta di una petizione popolare tenutasi a gennaio e firmata da oltre centomila persone, praticamente tutti gli abitanti della regione eccezion fatta per la componente azera (circa il venti per cento della popolazione).
La votazione del Soviet, più che un pronunciamento di autodeterminazione, rappresentava una richiesta indirizzata al Soviet Supremo dell'Urss e ai Soviet di Armenia e Azerbaigian affinché la regione fosse ufficialmente unita a Erevan.

## Gli incidenti
Due giorni dopo il voto del Soviet karabakho si registrano i primi incidenti ad Askeran, cittadina che si trova sulla strada di collegamento tra il capoluogo regionale Step'anakert e la città di Ağdam allora ancora in territorio azero.
Gruppi di azeri circondano la locale sede del Partito Comunista chiedendo informazioni riguardo alla notizia (dimostratasi poi non vera) della morte di un connazionale a Step'anakert. Nonostante le rassicurazioni da parte delle forze dell'ordine si forma un corteo di alcune migliaia di civili che marcia verso la non distante capitale; poiché la percentuale di azeri nell'oblast del Nagorno karabakh era piuttosto bassa (circa il venti per cento) e quasi tutta concentrata a Šowši è presumibile che i manifestanti provenissero per buona parte dalla vicina Agdam.
Il corteo si scontra con gli armeni e la polizia. Il bilancio finale parla di due azeri morti, una cinquantina di armeni e un numero imprecisato di poliziotti feriti.

## Conseguenze
Dopo mesi di crescente tensione politica, quelli di Askeran sono i primi scontri interetnici su vasta scala nell'oblast del Nagorno Karabakh e danno il via ad una serie di incidenti e pogrom che sfoceranno nel conflitto armato.
Una settimana dopo Askeran, a Sumgait, città a nord di Baku, si registreranno pogrom a danno degli armeni.